# Snuff
Snuff je kniha amerického postmoderního spisovatele Chucka Palahniuka, která vyšla v roce 2008 a v Čechách byla vydána roku 2009 v překladu Richarda Podaného. Je psána ich-formou čtyř postav, přičemž postavy se ve vyprávění střídají a my tak vidíme jejich pohled na situaci, což se odráží i ve způsobu jejich mluvy. Kniha je typicky palahniukovská, má originální zápletku a nečekané zvraty. Obsahuje popisy sexuálního aktu.
Výraz "snuff" označuje film, v němž je zobrazena vražda nebo zabití a je distribuován za účelem zisku. V případě knihy má pornografický podtext.

## Děj
Legendární pornohvězda Cassie Wrightová se rozhodla ukončit svou kariéru překonáním rekordu v hromadné souloži. Se svou asistentkou Sheilou sehnala 600 mužů, kteří ji před kamerou osouloží a ona tak vejde do dějin. Protože tolik náporu lidské tělo jen stěží zvládne, nehledě na možnou embolii, předpokládá Cassie, že u rekordu zemře a vzniklá popularita pomůže prodeji jejích filmů a erotických pomůcek po její značkou, nehledě na její životní pojistku, a všechny zisky by měly jít Cassiinu ztracenému dítěti, které po prvním erotickém filmu, který skončil jejím oplodněním, dala k adopci.
Mezi šesti sty zájemci o podílení se na rekordu pornolegendy se v zástupech fanoušků, obdivovatelů a paniců v suterénu domu, v němž se film má natáčet, tísní muž s číslem 72. Devatenáctiletý chlapec s křížkem na krku a pugétem růží pro Cassie se dá do řeči s někdejší seriálovou hvězdou, mužem číslo 137, který hrával soukromého detektiva a publicita z rekordu by ho měla vrátit zpět na vrchol (jak doufá), a mužem číslo 600, Branchem Bacardim, který má jako legenda pornobranže zakončit celý milostný akt. Mladík jim oběma poví, že právě on je tím ztraceným dítětem Cassie Wrightové, že byl vychován adoptivními rodiči a poté, co ho adoptivní matka načapala při souloži s nafukovací pannou vyrobenou podle Cassie, řekla mu v rozčilení, že to ona je jeho pravá matka. Číslo 73 se jako správný křesťan rozhodl přijít a změnit své matce život. Už jen tím, že přišel, si od adoptivních rodičů vysloužil vydědění a vyhození na ulici.
Číslo 137, seriálová postava Dan Banyan, si s sebou přinesl bílého plyšáka s falešnými podpisy různých celebrit, na kterého, jak doufá, získá skutečný podpis Cassie Wrightové. Je jejím velikým fanouškem, zná všechny její filmy. Věří, že popularita vzniklá kolem rekordu z něj udělá opět hvězdu. Před tím, než z Oklahomy přijel do velkoměsta, ptal se ho otec, jestli měl holku. V tu chvíli se otci přiznal, že ne, že je homosexuál. Otec mu ale řekl, že to není pravda, že je to důsledek toho, že ho v dětském věku vymasturboval. Poslední slova otce před synovým odjezdem tak byla, aby nežil jako něco, čím není. Proto ve městě natočil porno se skupinou mužů, když jeho kariéra stála. Nicméně tohle číslu 600 neřekl, pouze se mu svěřil, že je homosexuál. Věřil, že až se stane hvězdou, budou tyto drobné sexuální epizodky tématy různých večerních talkshow, kde se nad nimi s moderátorem zasměje. A proto si také od Sheily, která mezi muži chodila se stopkami a seznamem účastníků a vyvolávala muže na scénu, koupil viagru, aby měl jistotu, že na scéně uspěje.
Číslo 600, stárnoucí pornoherec Branch Bacardi, rozebírá s číslem 72 jeho poslání a přemlouvá ho k tomu, aby svou matku ve chvíli, kdy přijde na scénu, férově ojel a nezničil jí tak pokus zapsat se do dějin. Číslo 72 ale odmítá a není si jist, zda by toho vůbec byl schopen, proto mu číslo 137 dá pilulku viagry, neboť nechce, aby celá cesta za jeho opětovnou slávou a do večerních talkshow ztroskotala na neschopnosti chlapce vyspat se se svou matkou. Branch Bacardi s číslem 72 rozebírá skutečnost, že jako dítě Cassie bude velmi bohatý, nicméně pouze v případě, že Cassie během pokusu opravdu zemře. A protože toto byl původní Cassiin záměr celé akce, se kterým se svěřila svému dávnému pornokolegovi Bacardimu, požádala ho, aby v medailonku, co nosí na krku, přinesl tabletku kyanidu. Bacardi má jít na řadu jako šestistý a protože nemá chuť jít do akce po homosexuálovi, který má možná HIV, dá kyanid číslu 72 s prosbou, ať svou matku zabije a splní jí tak přání. Kromě toho Bacardi napíše na čelo číslu 137 „HIV“.
Číslo 72 tak má v ruce modrou tabletku viagry a stejně modrou tabletku kyanidu a těsně před vyvoláním na scénu se ptá čísla 137, kterou si má vzít. Číslo 137 šel dřív a hrdý na to, že úspěšně kopuloval a že tudíž opravdu není homosexuál, lhostejně na jednu z nich ukáže. A tu chlapec spolkne. Když jde na scénu, druhou pilulku má v trenkách. Řekne Cassie, že to on je její ztracený syn. Následují pobídky na plac a Cassie nakonec přizná, že odložené dítě byla dcera. Zlomený a naštvaný 72 s Cassií souloží, velice agresivně, a když jej od ní odtrhnou a on odchází zpět k ostatním, naštvaně dá Bacardimu druhou pilulku se slovy, ať ji teda zabijí.
Branch Bacardi šel opravdu jako poslední. To on byl otcem odloženého dítěte, ačkoliv Cassie radil, aby šla na potrat a nekazila si postavu. Kdysi se do ní zamiloval, ale ona mu dala najevo, že je pod její úroveň. Chtěla prorazit jako vzdělaná herečka. Bacardi ji zfetoval a znásilnil před nastavenými kamerami, čímž jí zničil život, udělal dítě a vytvořil její první pornofilm. No a nyní, když měl jít jako šestistý na scénu, rozhodl se, že pilulku kyanidu sní sám. Proto byla přivolaná sanitka a Sheila se rozbrečela. To ona je ztracenou dcerou Cassie a Bacardiho a pokud Cassie přežije, nedostane nic. Veškerá její snaha při hledání Cassie a snaze nechat se u ní zaměstnat by tak byla marná. Když sanitka přijela, ležel mrtvý Bacardi na zádech a Cassie se na něm projížděla, záchranáři ji z něj museli strhnout, když chtěli použít defibrilátor. Zhrzená Cassie ale odmítala nezemřít a nesplnit tak svůj plán a proto v okamžiku výboje opět dosedla na Bacardiho. Výboj ji skoro zabil a Bacardiho přivedl zpět k životu, nicméně spekl jejich genitále dohromady.